# 拜桑固尔
拜桑固尔（1523年—？），明代漠南蒙古右翼領主之一，巴爾斯博羅特之孫，衮必里克墨尔根次子，诺延达喇的弟弟，又作巴雅斯呼郎诺颜，明朝史料作狼台吉。
他管理扣克特锡包沁、乌喇特图伯特两部，为鄂爾多斯右翼中旗之祖。隆庆五年（1571年），叔父俺答汗和明朝通贡，他和明朝在宁夏互市，其子宾兔（阿塔必斯达延诺颜）、昆都楞诺颜、宰桑诺颜、谔巴卓哩克图诺颜（著力兔）駐在明朝西北的邊外。